# Stropharia islandica
Stropharia islandica är en svampart som tillhör divisionen basidiesvampar, och som beskrevs av Kytöv. Stropharia islandica ingår i släktet kragskivlingar, och familjen Strophariaceae. Arten har ej påträffats i Sverige.